# Dodona dracon
Dodona dracon är en fjärilsart som beskrevs av De Nicéville 1897. Dodona dracon ingår i släktet Dodona och familjen Riodinidae. Inga underarter finns listade i Catalogue of Life.